# Techmeme

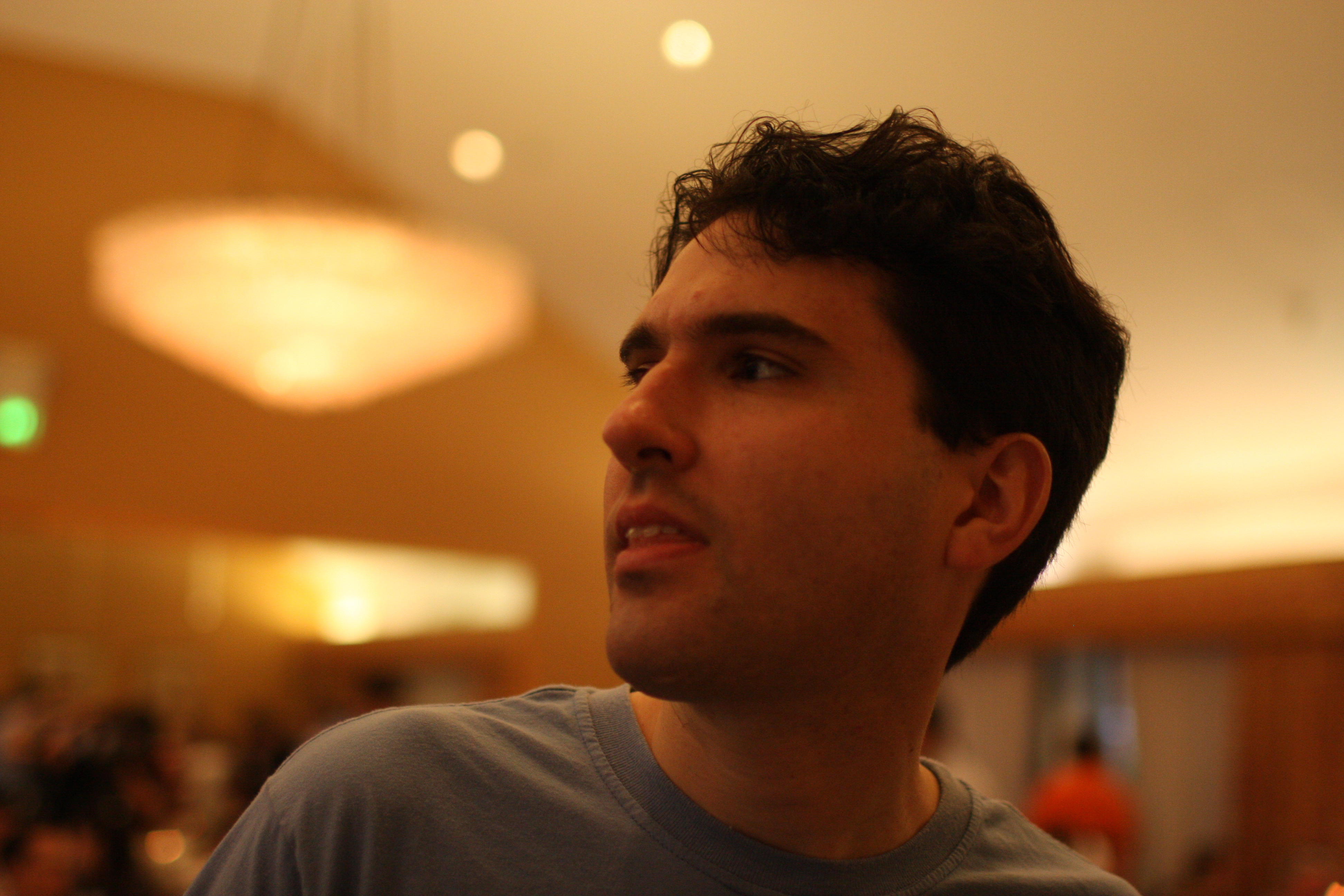
创始人Gabe Rivera

Techmeme 是一个科技新闻聚合器。Techmeme是一个能生成，过滤，存档实时新闻概要的页面，并展开话题讨论，主要以科技话题为主。它由创办人Gabe Rivera创建，在2005年9月12日启动tech.memeorandum之前，他曾是Intel的軟體工程師。Tech.memeorandum运行一年后改名为Techmeme。Rivera是独资人。